# 莱热维尔和邦费
莱热维尔和邦费（法語：Légéville-et-Bonfays，法語發音：[leʒevil e bɔ̃fɛj] ⓘ）是法国大東部大區孚日省的一个市镇，属于埃皮纳勒区。

## 地理
莱热维尔和邦费（48°11'11"N, 6°9'2"E）面积5.21 平方千米，位于法国大東部大區孚日省，该省份为法国东北部内陆省份，北起默兹省和默尔特-摩泽尔省，西接上马恩省，南至上索恩省和贝尔福地区省，东临上莱茵省和下莱茵省。
与莱热维尔和邦费接壤的市镇（或旧市镇、城区）包括：莱萨布勒沃内特、班维尔欧索勒、伯涅库尔、弗雷努瓦、热尔韦库尔和阿东、皮埃尔菲特、蓬莱邦费。

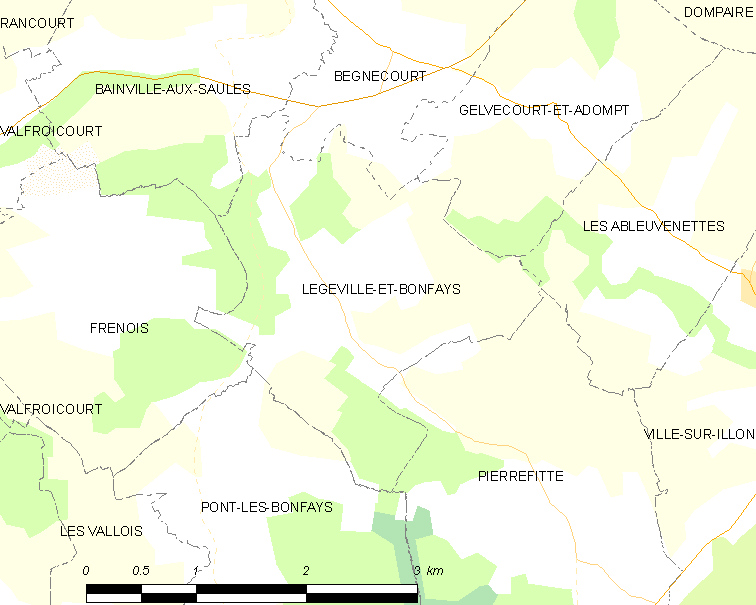
莱热维尔和邦费的OSM定位图

莱热维尔和邦费的时区为UTC+01:00、UTC+02:00（夏令时）。

## 行政
莱热维尔和邦费的邮政编码为88270，INSEE市镇编码为88264。

## 政治
莱热维尔和邦费所属的省级选区为达尔内县。

## 人口

1962-2008年间莱热维尔和邦费人口变化图示

莱热维尔和邦费于2022年1月1日时的人口数量为63人。